# Bystrovany
Bystrovany település Csehországban, a Olomouci járásban. Bystrovany Olomouc, Bukovany és Velká Bystřice településekkel határos. Lakosainak száma 1002 fő (2024. január 1.).

## Népesség
A település lakosságának változását az alábbi diagram mutatja:
| Lakosok száma | 355  | 599  | 699  | 685  | 649  | 985  | 1040 | 1033 | 979  | 1002 |
|               | 1869 | 1900 | 1921 | 1961 | 1980 | 2011 | 2016 | 2019 | 2021 | 2024 |